# 백순진
백순진(白淳鎭, 1949년 10월 9일 ~ )은 대한민국의 가수, 작곡가 겸 기업가이다. 배우 박신양의 처백부(妻伯父)이다.

## 생애
1970년부터 언더그라운드 라이브 클럽에서 듀엣 '사월과오월'로 활동하며 '화', '옛사랑', '등불', '장미' 등 히트곡을 남겼다. 그 후 한때 뮤지컬배우로도 활약하였고 이후 샤프항공 주식회사 CEO 대표이사 사장을 거쳐 샤프국제항공 주식회사 CEO 대표이사 부회장, 한국항공운송총대리점협회 이사장 등을 지냈다. 이후 2014년 함께 하는 음악저작인협회 이사장을 역임하였다.

## 학력
- 서울남산초등학교 졸업
- 서대문중학교 졸업
- 휘문고등학교 졸업
- 중앙대학교 작곡과 학사

## 유명세
그의 자작곡 작품 가운데 포크 보컬 음악 그룹 "4월과 5월"의 보컬리스트 겸 기타리스트 시절에 부른 노래 《바다의 여인》이라는 작품은 힙합 댄스 음악 그룹 "듀스"의 《여름 안에서(이현도 작사, 작곡)》라는 노래 작품과 함께 대한민국 여름 노래 애창 양대 작품으로 자리매김하고 있다.